# 雁

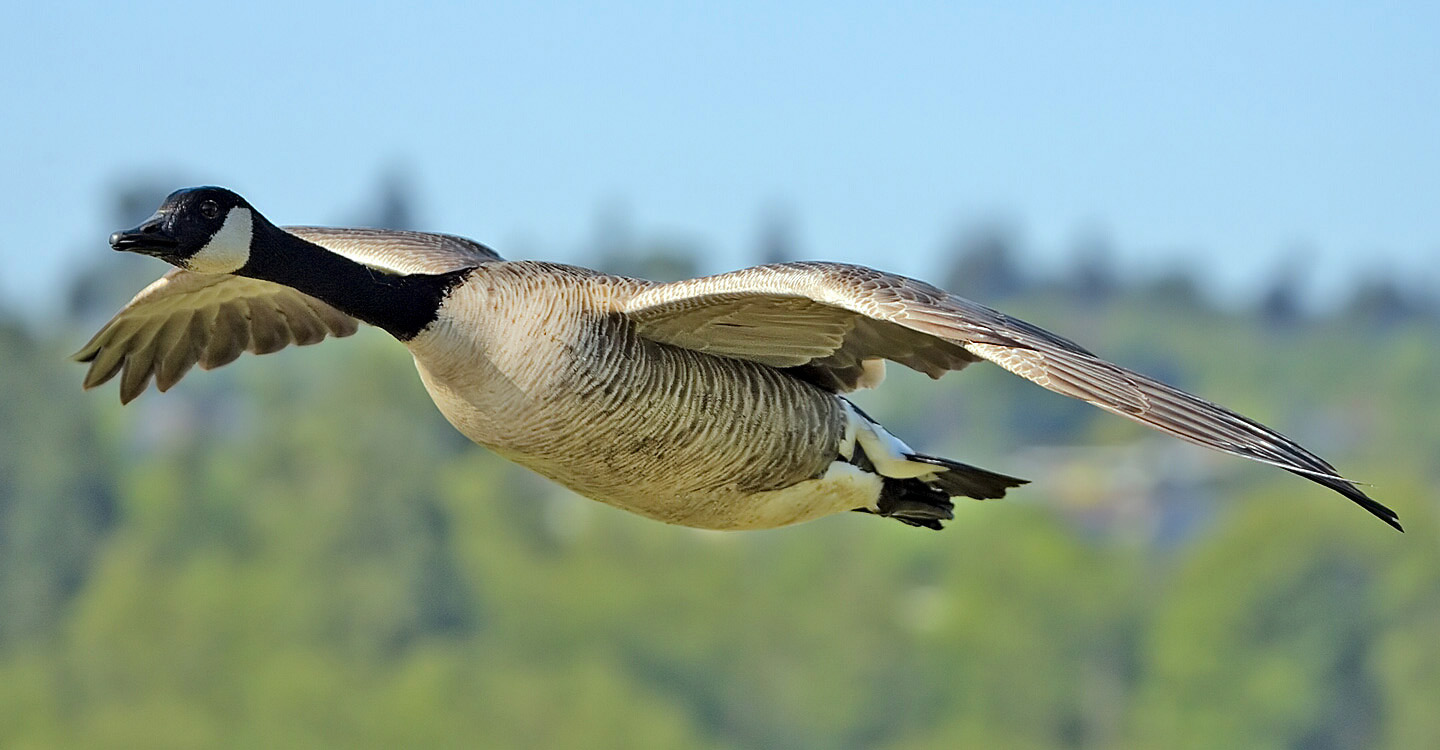
カナダガン

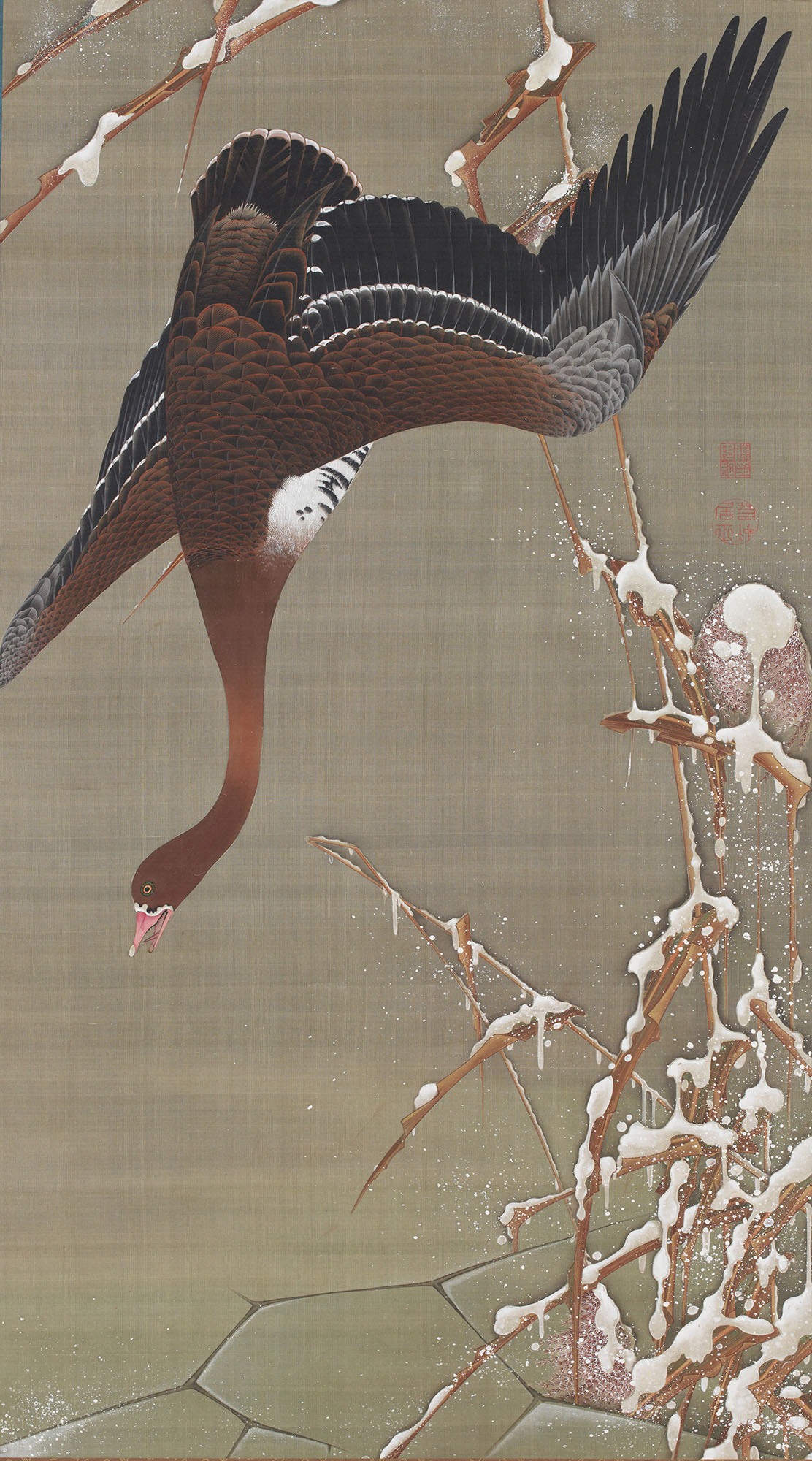
伊藤若冲『芦雁図』 18世紀。

雁を図案化した日本の家紋（二つ雁金）

雁（がん、かり、異字：鴈）は、カモ目カモ科ガン亜科の水鳥のうち、カモより大きくハクチョウより小さい一群の総称。
宮城県の県鳥、埼玉県川越市の市鳥に指定されている。枕詞は「遠つ人」。
東西で狩猟の対象であったが、日本では急速な減少から保護鳥の対象となり、現在では禁猟。
マガン、カリガネ、ヒシクイなどが生息し、北海道宮島沼や宮城県伊豆沼などに冬鳥として飛来する。家紋の雁金紋（かりがねもん）として図案化され、小串氏、柴田氏、真田氏などの使用がある。
ハイイロガンまたはサカツラガンを原種とする家禽は、ガチョウ（鵞鳥）と呼ばれる。なおノガン（野雁）は、ノガン科の鳥であり同じく「ガン」と呼称するがまったく別の種である。

## 利用
美味であることから、近代以前の日本では広く食用とされた。ただし、個体数の減少から、1970年以降は狩猟が禁じられている。
兼好法師の随筆『徒然草』（14世紀前半）第118段にも雁肉は登場し、後醍醐天皇の時代には皇后のような社会の最上位層の人間にまで食べられていたことがわかる。同書によれば、中世日本ではキジが最も品位の高い鳥とされ、天皇・皇后の御湯殿上（女官の詰め所および簡易的な調理場）の棚の上に、調理前の死体の姿で置くことを許された鳥はキジだけだった。ところが、あるとき、後醍醐天皇の中宮（正妃）である西園寺禧子の宮殿の御湯殿上の棚の上に、キジより品位の劣る雁の死体がそのままの姿で置かれていた。それを見てびっくりした元太政大臣の西園寺実兼（禧子の父親）は、末娘である禧子に散々お小言を食らわせたという。
四条流庖丁道の料理書である『四条流庖丁書』（15世紀）にも調理法が解説されている。

## 雁行
首領を先頭として列を作って飛ぶ習性があり、この列を雁行と呼ぶ。後三年の役では源義家はガンの列が林の上で乱れたために敵が待ち伏せしてることを見破ったと伝えられている。後三年役合戦絵巻にも雁行の乱れの絵は残されている。

## 雁が登場する作品
- 『屋根の上のサワン』
  - 井伏鱒二著
  - だれかに鉄砲で撃たれたサワン（雁）を見た「私」は治療をし家で飼う事になったが、逃げてしまいそうになり、羽を切ったり太らせたりして飛ばせないようにしたが、サワンは自由に飛んでいた3羽の雁を見てうらやましくなり結局逃亡してしまったという話。
- 『ウィンディゴールの雁』
- 野生の島のロズ
  - アーネスト・トンプソン・シートン著
  - 『野生動物の生き方』中の一編。
- 『大造じいさんとガン』
  - 椋鳩十著
  - 一部の教科書に掲載される作品。（小学5年）
- 『ニルスのふしぎな旅』
  - セルマ・ラーゲルレーヴ著
  - ひょんな事から妖精に小さくされた悪童のニルスが、野生の雁の群に付き従い越冬地のラップランドへ向かう家禽のガチョウ（モルテン）に乗って旅をする児童文学。またそれを元にした日本のアニメーション作品。
- 『グース』
  - 主人公が母の死をきっかけにカナダに来て、カナダガンを育てる。
- 『シベリヤ・エレジー』伊藤久男の楽曲。
- 『お島千太郎旅唄』伊藤久男・二葉あき子の楽曲。
- 『旅役者の唄』霧島昇の楽曲。